# مقاطعة ستار (تكساس)
مقاطعة ستار (بالإنجليزية: Starr  County)‏ هي إحدى المقاطعات في ولاية تكساس، الولايات المتحدة الأمريكية.